# HD 42111
HD 42111，又名BD+02 1139，SAO 113507、HR 2174，是一颗獵戶座的恒星，视星等为5.73，位于銀經205.81，銀緯-8.28，其B1900.0坐标为赤經6h 3m 44.7s，赤緯+2° -8.28′ 56″。